# Cleora brooksi
Cleora brooksi là một loài bướm đêm trong họ Geometridae.